# Hideo Hamamura
Hideo Hamamura (濱村 秀雄?, Hamamura Hideo; Aio, 20 luglio 1928 – Hōfu, 7 maggio 2000) è stato un maratoneta giapponese.
Assieme ai connazionali Shigeki Tanaka e Keizō Yamada, fu tra i pionieri della maratona nel proprio paese. Fu vincitore della maratona di Boston nel 1955 e partecipò ai Giochi olimpici di Melbourne 1956.

## Biografia
Nel 1955 vinse la maratona di Boston con una prestazione di 2h18'22", sino ad allora secondo tempo assoluto nella storia della competizione dietro al 2h18'10" dello statunitense Clarence DeMar (1922).
Rappresentò il proprio paese alla maratona dei Giochi olimpici di Melbourne 1956, classificandosi sedicesimo con un tempo di 2h40'53". La prestazione del giapponese fu in parte condizionata da un lieve infortunio al ginocchio sinistro, subito in allenamento una settimana prima della rassegna olimpica.
Dopo la rassegna olimpica, prese parte alla maratona dei III Giochi asiatici nel 1958. Al termine dell'evento annunciò il suo ritiro dalle competizioni, per poi intraprendere la carriera di allenatore.
Morì ad Hōfu il 7 maggio 2000, stroncato da un tumore maligno.

## Palmarès
| Anno | Manifestazione  | Sede      | Evento   | Risultato | Misura   | Note |
| ---- | --------------- | --------- | -------- | --------- | -------- | ---- |
| 1956 | Giochi olimpici | Melbourne | Maratona | 16º       | 2h40'53" |      |

## Altre competizioni internazionali
1953
- Oro alla Maratona di Fukuoka ( Fukuoka) - 2h27'26"

1954
- Oro alla Maratona del lago Biwa ( Ōtsu) - 2h27'56"

1955
- Oro alla Maratona di Boston ( Boston) - 2h18'22"